# Death Race 2
Death Race 2 lub Wyścig śmierci: Frankenstein żyje – niemiecko-południowoafrykański film akcji w reżyserii Roela Reine’a według scenariusza Paula W.S. Andersona. Premiera w Wielkiej Brytanii odbyła się 27 grudnia 2010 roku.
W Polsce film wydany został na DVD pod oryginalnym tytułem, jednakże w wersji lektorskiej podawany jest tytuł Wyścig śmierci: Frankenstein żyje.

## Fabuła
Carl Lucas jest świetnym kierowcą, jeżdżącym dla szefa mafii Markusa Kane’a. Gdy po wpadce zostaje skazany i osadzony w zakładzie na Terminal Island, Kane wyznacza nagrodę za jego głowę. W miarę upływu czasu więzienie i organizowany w nim DeathMatch przynoszą Weylandowi coraz mniejsze zyski. Weyland i Jones uruchamiają nowy projekt: Wyścig Śmierci. Jednym z kierowców zostaje Lucas.

## Obsada
- Luke Goss jako Carl „Luke” Lucas
- Tanit Phoenix jako Katrina Banks
- Danny Trejo jako Goldberg
- Fred Koehler jako Lists
- Joe Vaz jako Rocco
- Robin Shou jako 14K
- Deobia Oparei jako Big Bill
- Henie Bosman jako Xander Grady
- Sean Higgs jako HillBilly Con
- Sean Bean jako Markus Kane
- Ving Rhames jako Weyland
- Lauren Cohan jako September Jones